# مسييه 82

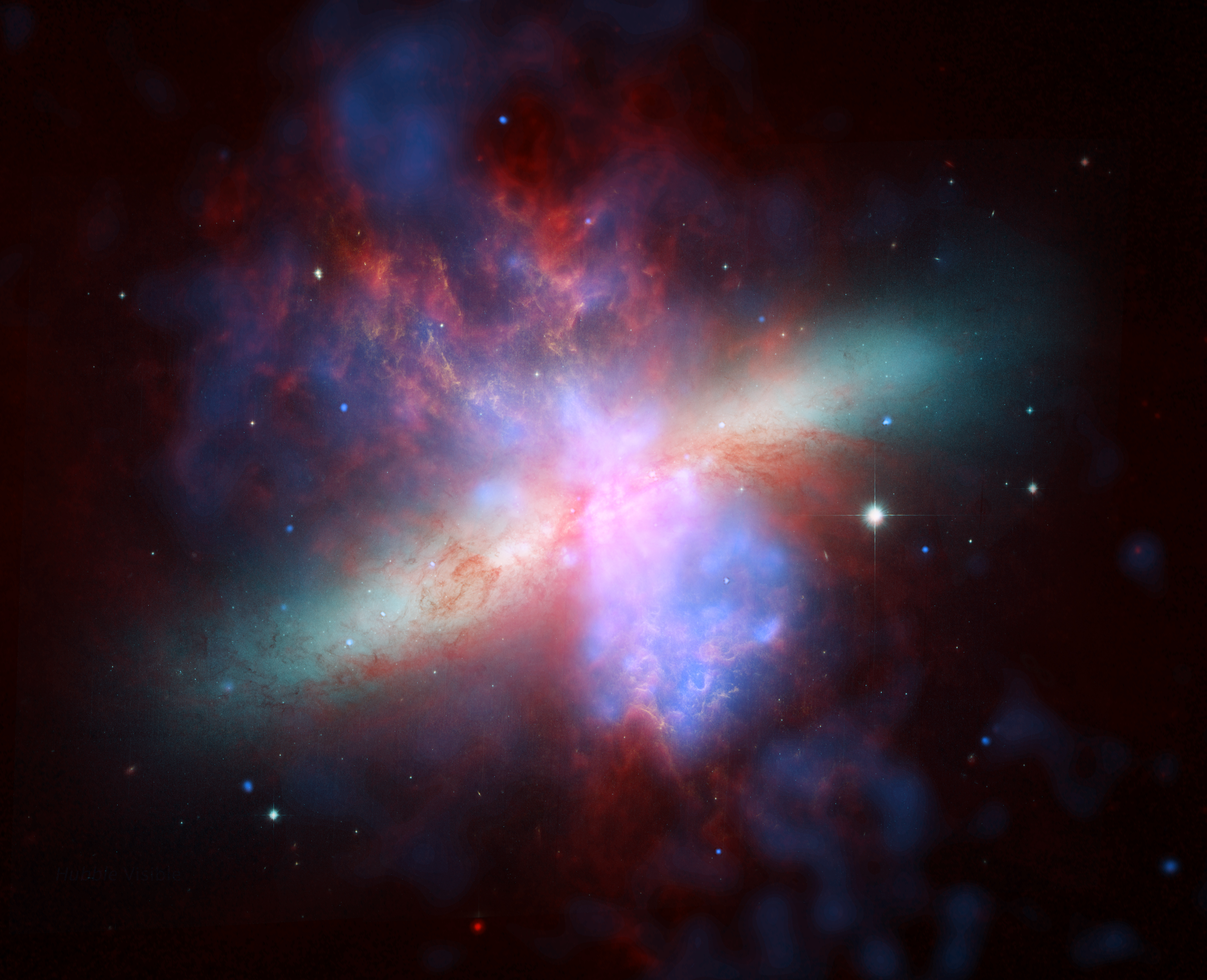
صورة بألوان كاذبة لمجرة مسييه 82.

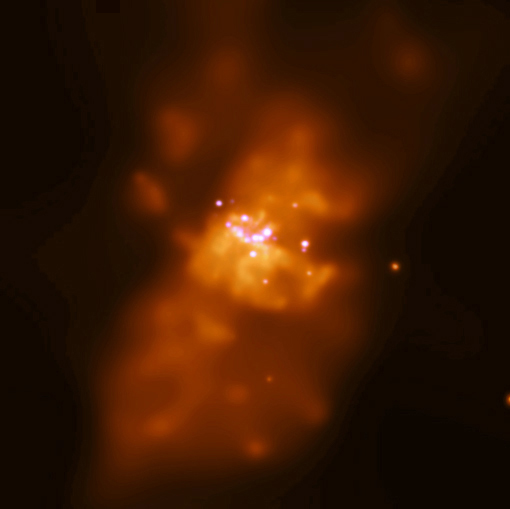
مسييه 82

مسييه 82 أو إن جي سي 3034 أو مجرة السيجارة هي مجرة حلزونيه ( مجره انفجار نجمي سابقا) في كوكبة الدب الأكبر وتبعد عنا 12 مليون سنة ضوئية. مركز هذه المجرة أكثر تألقأ بـ 100 مرة من تألق مركز مجرتنا ، ويبلغ قدرها الظاهري 8.4 تقريباً وهي تبتعد عنا بسرعة 203 كلم/ث (الانزياح نحو الأحمر). من المتوقع أن يحدث اصطدام بين هذه المجرة ومجرة م 81 الكبيرة ويندمجان مع بعضهما. كان يظن العلماء في الماضي أن مجرة مسييه 82 هي مجرة غير منتظمة. ولكن في عام 2005 تم اكتشاف ذراعين حلزونيتين لهذه المجرة بعد حجب حوصلتها في إحدى الصور التي التقطت لها فظهر الذراعين.

## اكتشافها
تم اكتشاف M82 مع M81 بواسطة يوهان إليرت بودي في عام 1774 ؛ وصفها بأنها "رقعة ضبابية" ؛ هذه البقعة على بعد  3 ⁄ 4 درجة زاوية عن الأخرى ، "شاحبة جدًا وذات شكل ممدود". وفي عام 1779 أعاد بيير ميشان اكتشاف كلا الشكلين بشكل مستقل وأبلغ عنهما إلى شارل مسييه ، الذي أضافهما إلى الكتالوج الخاص به.

## الهيكل
يُعتقد أن M82 هي مجرة غير منتظمة. في عام 2005 ، تم اكتشاف ذراع حلزوني متماثل في صور الأشعة تحت الحمراء القريبة (NIR) لـ M82. تم الكشف عن الأذرع عن طريق طرح قرص المحور المتناظر من صور NIR. على الرغم من اكتشاف الأذرع في صور الأشعة تحت الحمراء القريبة ، إلا أنها أكثر زرقة من القرص. تم فقدان الأذرع بسبب قرص M82 العالي السطوع والمنظر شبه المنحرف لهذه المجرة (~ 80 درجة)  والتعتيم في صورها البصرية بسبب شبكة معقدة من الخيوط المتربة . تنبثق هذه الأذرع من نهايات الأشعة تحت الحمراء القريبة في شكل شريط ويمكن اتباعها بطول 3 مقاييس القرص . بافتراض أن الجزء الشمالي من M82 أقرب إلينا طبقا لما تنشره معظم الأطروحات فإن الإحساس الملحوظ بالدوران يعني ضمناً وجود أذرعًا إضافية.

## منطقة نشأة نجوم جديدة
في عام 2005 ، كشف تلسكوب هابل الفضائي عن 197 عنقودًا شابا ضخمة في قلب منطقة الانفجار النجمي. يبلغ متوسط كتلة هذه العناقيد حوالي 200000 كتلة شمسية ، وبالتالي فإن منطقة نشأة نجوم جديدة هي بيئة نشطة للغاية وعالية الكثافة. في جميع أنحاء مركز المجرة تولد النجوم الشابة أسرع بعشر مرات مما هي عليه داخل مجرة درب التبانة بأكملها.
في قلب M82 تمتد منطقة الانفجار النجمي النشط بقطر 500 فرسخ فلكي. يمكن اكتشاف أربع مناطق أو كتل ذات سطوع عالي للأسطح (المعينة A و C و D و E) في هذه المنطقة بأطوال موجية مرئية. تتوافق هذه الكتل مع مصادر معروفة من ترددات الأشعة السينية والأشعة تحت الحمراء والأشعة الراديوية. وبالتالي ، يُعتقد أنها مجموعات انفجار نجمي (تولّد النجوم) الأقل غموضًا من وجهة نظرنا. يبدو أن التدفق ثنائي القطب الفريد من نوعه لـ M82 (أو "الرياح الفائقة") يتركز في الكتلتين A و C ، ويتغذى بالطاقة المنبعثة من المستعرات العظمى داخل التكتلات التي تحدث بمعدل واحد كل عشر سنوات.
اكتشف مرصد شاندرا الفضائي للأشعة السينية  انبعاثات أشعة سينية متقلبة على بعد حوالي 600 سنة ضوئية من مركز M82. افترض علماء الفلك أن هذا يأتي من اكتشاف أول ثقب أسود متوسط الكتلة ، تبلغ كتلته بين 200 إلى 5000 كتلة شمسية . يستضيف M82 مثل معظم المجرات ثقبًا أسود هائلًا في مركزه. هذا الثقب الأسود الموجود في المركز تبلغ كتلته حوالي 3 ×107 كتلة شمسية ، وقد تم قياسها عن طريق دراسة ديناميكيات النجوم حوله.

### أجرام غير معروفة
في أبريل 2010 ، أبلغ علماء الفلك الراديوي العاملون في مرصد جودريل بنك التابع لـ جامعة مانشستر في المملكة المتحدة عن جسم في M82 بدأ في إرسال موجات الراديو ، وهو انبعاث لم يشاهد من أي شيء أو أي مكان في الكون من قبل.
كانت هناك العديد من النظريات حول طبيعة هذا الجرم السماوي ، و حاليًا لا توجد نظرية تتناسب تمامًا مع البيانات المرصودة. لمعان الراديو مع سطوع منخفض للأشعة السينية ، وكونه مستقرًا إلى حد ما ، يمكن أن يكون نظيرًا للضوء السيني المجري الصغير للأشعة السينية نظام نجمي غريب SS 433. ومع ذلك ، كل ما هو معروف أن أشباه النجوم الصغرية microquasar تنتج كميات كبيرة من الأشعة السينية ، في حين أن تدفق الأشعة السينية للجسم الغريب أقل من عتبة القياس ، مع وجود ثقب أسود هائل. لها حركة واضحة مفرطة اللمعية تبلغ أربعة أضعاف سرعة الضوء بالنسبة إلى مركز المجرة. تتوافق الحركة الفائقة الظاهرية مع النفاثات النسبية التي تصدر من الثقوب السوداء الضخمة ولا يشير ذلك إلى أن المصدر نفسه يتحرك بسرعة فوق سرعة الضوء (أنظرحركة مفرطة اللمعية).

## مستعرات عظمى
باعتبارها مجرة انفجار نجمي (مجرة تنشأ فيها نجوم جديدة كثيرة) ، فإن ميسييه 82 عرضة لمستعرات عظمى متكررة ناتجة عن انهيار النجوم الشابة الضخمة. أول مرشح مستعر أعظم (بالرغم من كونه خاطئًا) تم الإبلاغ عنه هو SN 1986D ، ويعتقد في البداية أنه مستعر أعظم داخل المجرة حتى تم اكتشافه كمصدر متغير قصير الموجة للأشعة تحت الحمراء.
أول مستعر أعظم مؤكد تم تسجيله في المجرة كان SN 2004am ، تم اكتشافه في مارس 2004 من الصور التي التقطت في نوفمبر 2003 بواسطة Lick Observatory Supernova Search. تم تحديده لاحقًا على أنه مستعر أعظم نوع 2 . في عام 2008 ، تم اكتشاف عابر يصدر أشعة راديوية في المجرة ، وهو المكتشف تحت اسم SN 2008iz ويُعتقد أنه مستعر أعظم محتمل للأشعة الراديوية فقط ، لأنه محجوب للغاية من الضوء المرئي بواسطة سحب الغبار والغاز بحيث يتعذر اكتشافه. ومشابه له تم الإبلاغ عن عابر الراديو فقط في عام 2009 ، على الرغم من عدم تلقي تعيين رسمي ولم يتم تأكيده .
قبل إجراء مسوحات دقيقة وشاملة للمستعرات العظمى في المجرة مسييه 82 ، من المحتمل حدوث العديد من مستعرات عظمى أخرى في العقود السابقة. درست شبكة VLBI الأوروبية عددًا من بقايا المستعرات العظمى المحتملة في المجرة في الثمانينيات والتسعينيات من القرن الماضي. أظهرت أحد بقايا مستعر أعظم توسعًا واضحًا في شكله بين عامي 1986 و 1997 مما يشير إلى أنه ذهب في الأصل إلى مستعر أعظم في أوائل الستينيات من القرن الماضي ، وهناك بقايا أخرى تـٌظهر توسعًا محتملًا يمكن أن يشير إلى عمر صغير تقريبًا ، ولكن لم يمكن تأكيده في ذلك الوقت.

## انفجار النجوم
تتأثر المجرة مسييه 82  جسديًا بجارتها الأكبر ، المجرة الحلزونية مسييه 81 ( M81). شوهت قوى المد والجزر الناجمة عن الجاذبية في M82 ، وهي عملية بدأت منذ حوالي 100 مليون سنة. تسبب هذا التفاعل في زيادة تشكل النجوم بمقدار عشرة أضعاف مقارنة بالمجرات "العادية".
خضعت المجرة مسييه 82 لمقابلة مادية واحدة على الأقل مع المجرة M81 مما أدى إلى تدفق كمية كبيرة من الغاز إلى قلب المجرة خلال آخر 200 مليون سنة منذ 2 – 5×108} أعوام وأدى إلى تولد نجمي مركّز مع ذروة ملحوظة مقابلة في التوزيع العمري العنقودي ييقدر بحوالي كتلة 10 شموس  ⊙  سنويًا. وتبع انفجاران لتشكيل نجمين لاحقين ، قد يكون الأخير (~ 4–6 مليون سنة فائتة قد شكل في جوهرهما العناقيد ، منها عناقيد نجوم خارقة (SSCs) ونظيراتها الأخف كتلة.
يبدو أن النجوم في قرص المجرة مسييه 82 قد تشكلت بنشاط منذ 500 مليون سنة ، تاركة قرصها مليئًا بمئات المجموعات ذات الخصائص المشابهة للعناقيد الكروية (ولكن أصغر منها) ، وتوقفت قبل 100 مليون سنة دون حدوث أي تشكل نجمي في تلك المجرة خارج
مركزها ، بمعدل منخفض منذ 1 مليار
سنة مضت في الهالة. قٌدم اقتراح لشرح هذه الصفات وهو أن M82 كانت في السابق مجرة ذات سطوع منخفض للسطح حيث نشأ تشكل النجوم بسبب تفاعلات مع جارتها العملاقة.
بصرف النظر عن احتمال اختلاف بٌعد كل منهما عن الأرض ، تم فصل مركزي M81 و M82 بصريًا بحوالي 130000 سنة ضوئية. الفصل الفعلي هو 300+300
−200 kly.

## سوبرنوفا 2014
في 21 كانون الثاني (يناير) 2014 الساعة 19.20 UT ، لوحظ نجم جديد مميز في M82 ، بمقياس واضح قدر ظاهري +11.7 ، بواسطة محاضر الفيزياء الفلكية "ستيف فوسي" وأربعة من طلابه في مرصد جامعة لندن. سطع المستعر الأعظم إلى قدر +10.9 بعد يومين. وجد فحص المشاهدات السابقة لـ M82 أن المستعر الأعظم قد ظهر في الفترة من 15 إلى 20 يناير ، متوهجًا بقدر من +14.4 إلى +11.3 ؛ لم يمكن العثور عليه عند حد السطوع بالقدر +17 ، من الصور التي تم التقاطها في 14 يناير. اقتـٌرح في البداية أنه يمكن أن يصبح ساطعًا في القدر +8.5 ، ضمن النطاق المرئي للتلسكوبات الصغيرة والمناظير الكبيرة ، 
ولكنه وصل إلى ذروته عند حد خافت بالقدر +10.5 في اليوم الأخير من الشهر. صنفه التحليل الأولي على أنه "مستعر أعظم صغير محمر من النوع Ia". أسماه الاتحاد الفلكي الدولي SN 2014J. كان SN 1993J أيضًا على مسافة قريبة نسبيًا من المجرة M81 المرافقة الأكبر لـللمجرة M82. كان SN 1987A في سحابة ماجلان الكبرى أقرب بكثير. 2014J هو أقرب مستعر أعظم من النوع Ia منذ مستعر أعظم 1972E.

## اقرأ أيضا
- إن جي سي 4236
- نجم نيوتروني
- مجرة
- مجرة هولمبرغ
- مسييه 81
- مجموعة مجرات م81
- مجموعة M81
- مستعر أعظم SN 2014J

## وصلات خارجية
- موقع الكون

1. ↑  VizieR (بالإنجليزية), QID:Q1662358
2. ↑   http://haroldcorwin.net/rc3/rc39b.csv.gz. اطلع عليه بتاريخ 2018-12-28. {{استشهاد ويب}}: |url= بحاجة لعنوان (مساعدة) والوسيط |title= غير موجود أو فارغ (من ويكي بيانات) (مساعدة)
3. ↑  ADELMAN-McCARTHY J. K. (2009). "The SDSS Photometric Catalog, Release 7". Q134234449 (بالإنجليزية). 2294: 0. Bibcode:2009yCat.2294....0A. QID:Q66371791.
4. ↑  "معلومات عن مسييه 82 على موقع d-nb.info". d-nb.info. مؤرشف من الأصل في 2019-12-13.
5. ↑  "معلومات عن مسييه 82 على موقع ned.ipac.caltech.edu". ned.ipac.caltech.edu. مؤرشف من الأصل في 2019-07-02.
6. ↑  "معلومات عن مسييه 82 على موقع ned.ipac.caltech.edu". ned.ipac.caltech.edu. مؤرشف من الأصل في 2019-07-03.
7. ↑  "Messier 82". SEDS. مؤرشف من الأصل في 2023-03-28.
8. 1 2 3
9. ↑  
قالب:استشهد بالمجلة
10. ↑  [https: //www.newscientist.com/article/dn18775-mysterious-radio-waves-emitted- from-near-galaxy.html "موجات الراديو الغامضة المنبعثة من مجرة قريبة"]. اطلع عليه بتاريخ 2018-04-14. {{استشهاد ويب}}: تحقق من قيمة |مسار= (مساعدة)
11. ↑  Tana Joseph ، Thomas Maccarone ، Robert الحاجز:  الراديو غير العادي العابر في M82: تناظرية SS 433؟  ، 25 يوليو 2011 نسخة محفوظة 2022-01-14 على موقع واي باك مشين.
12. 1 2  Muxlow، T.W.B؛ Beswick، R.J؛ Garrington، S. T.؛ Pedlar، A.؛ Fenech، D. M.؛ Argo، M.K؛ Van Eymeren، J.؛ Ward، M.؛ Zezas، A.؛ Rich، R. M.؛ Conrow، T.؛ Forster، K.؛ Friedman، P.G؛ Martin، D.C؛ Morrissey، P.؛ Neff، S.G؛ Schiminovich، D.؛ صغير، T.؛ هيكمان، T. M.؛ Lee، Y. -W.؛ مليارد، B.؛ Szalay، A. S.؛ Yi، S. (2010). "اكتشاف مصدر راديو جديد غير معتاد في مجرة تشكل النجوم M82: مستعر أعظم خافت أو ثقب أسود فائق الكتلة أم مكروب صغير خارج المجرة؟ الحجم = 404" (ط. 1): L109–L113. arXiv:1003.0994. Bibcode:109M 2010MNRAS.404L. 109M. DOI:10.1111 / j .1745-3933.2010.00845.x. S2CID:119302437. {{استشهاد بدورية محكمة}}: الاستشهاد بدورية محكمة يطلب |دورية محكمة= (مساعدة)، الوسيط |author10= مفقود (مساعدة)، الوسيط |الأول12= يفتقد |الأخير12= (مساعدة)، الوسيط |الأول21= يفتقد |الأخير21= (مساعدة)، الوسيط غير المعروف |Last10= تم تجاهله يقترح استخدام |last10= (مساعدة)، الوسيط غير المعروف |Last12= تم تجاهله يقترح استخدام |last12= (مساعدة)، الوسيط غير المعروف |Last21= تم تجاهله يقترح استخدام |last21= (مساعدة)، تأكد من صحة قيمة |bibcode= طول (مساعدة)، وتأكد من صحة قيمة |doi= (مساعدة)
13. ↑  [http: //www.jb.man.ac.uk/news/2010/M82mystery/ "كائن غامض في Starburst Galaxy M82 - مركز Jodrell Bank للفيزياء الفلكية"]. www.jb.man.ac.uk. اطلع عليه بتاريخ 2018-04-14. {{استشهاد ويب}}: الوسيط |الأول= يفتقد |الأخير= (مساعدة)، الوسيط غير المعروف |Last= تم تجاهله يقترح استخدام |last= (مساعدة)، وتحقق من قيمة |مسار= (مساعدة)
14. 1 2  "كائن Messier 82". www.messier.seds.org. مؤرشف من الأصل في 2020-07-14. اطلع عليه بتاريخ 2020-07-14.
15. ↑  [https: // wis-tns .weizmann.ac.il / object / 2004am "SN 2004am | خادم الاسم العابر"]. wis-tns.weizmann.ac.il. اطلع عليه بتاريخ 2020-07-14. {{استشهاد ويب}}: تحقق من قيمة |مسار= (مساعدة)
16. ↑  [https: //wis-tns.weizmann.ac.il/object/2008iz "SN 2008iz | عابر خادم الاسم"]. wis-tns.weizmann.ac.il. اطلع عليه بتاريخ 2020-07-14. {{استشهاد ويب}}: تحقق من قيمة |مسار= (مساعدة)
17. ↑  { Pedlar، A.؛ Muxlow، T. دبليو ب؛ Garrett، M. أ؛ Diamond، P.؛ الوصايا، K. أ؛ Wilkinson، P. ن؛ ألف (أغسطس 1999). "ملاحظات VLBI لبقايا المستعر الأعظم في Messier 82". الإشعارات الشهرية للجمعية الفلكية الملكية (ط. 4): 761–768. Bibcode:1999MNRAS.307..761P. DOI:10.1046 / j.1365-8711.1999 .02642.x. {{استشهاد بدورية محكمة}}: الوسيط غير المعروف |أول 7= تم تجاهله (مساعدة)، الوسيط غير المعروف |الحجم= تم تجاهله (مساعدة)، وتأكد من صحة قيمة |doi= (مساعدة)
18. ↑  
Divakara Mayya, Y.؛ Carrasco, Luis (2009). "M82 as a Galaxy: Morphology and Stellar Content of the Disk and Halo". Revista Mexicana de Astronomía y Astrofísica, Serie de Conferencias. ج. 37: 44–55. arXiv:0906.0757. Bibcode:2009arXiv0906.0757D.
19. ↑  انحراف الفصل 36 قالب:Prime. 87 وفصل الصعود الأيمن 9 قالب:Prime 5 يعطي من خلال نظرية فيثاغورس فاصلًا بصريًا من 38 قالب:رئيس 07؛ متوسط المسافة 11.65 Mly × sin (38 قالب:Prime. 07) = فصل بصري 130.000 ليلي.
20. ↑  Separation = sqrt (D  M81   2  + D  M82   2  - 2 D  M81 </ sub> D  M82  Cos (38 قالب:Prime. 07)) بافتراض أن اتجاه الخطأ هو نفسه تقريبًا لكلا الكائنين.
21. ↑  
قالب:استشهد بالمجلة
22. ↑  "Astronomy Now: Bright, young supernova outburst in Messier 82, MARK ARMSTRONG, 23 January 2014". مؤرشف من الأصل في 2020-12-02. اطلع عليه بتاريخ 2018-04-14.
23. ↑  "Supernova in M82 Passes Its Peak – Sky & Telescope". 17 فبراير 2014. مؤرشف من الأصل في 2014-02-14. اطلع عليه بتاريخ 2018-04-14.